# Jean-Nicolas Dufresne
Pour les articles homonymes, voir Dufresne.
Jean-Nicolas Dufresne alias Jean-Nicolas Dufresne de Saint-Léon, né à Paris le 11 juillet 1747 et mort à Étampes le 24 octobre 1812, est un naturaliste et chroniqueur de la célèbre expédition de La Pérouse de 1785-1788. Il débarque à Macao en 1787, ce qui le sauve.

## Biographie

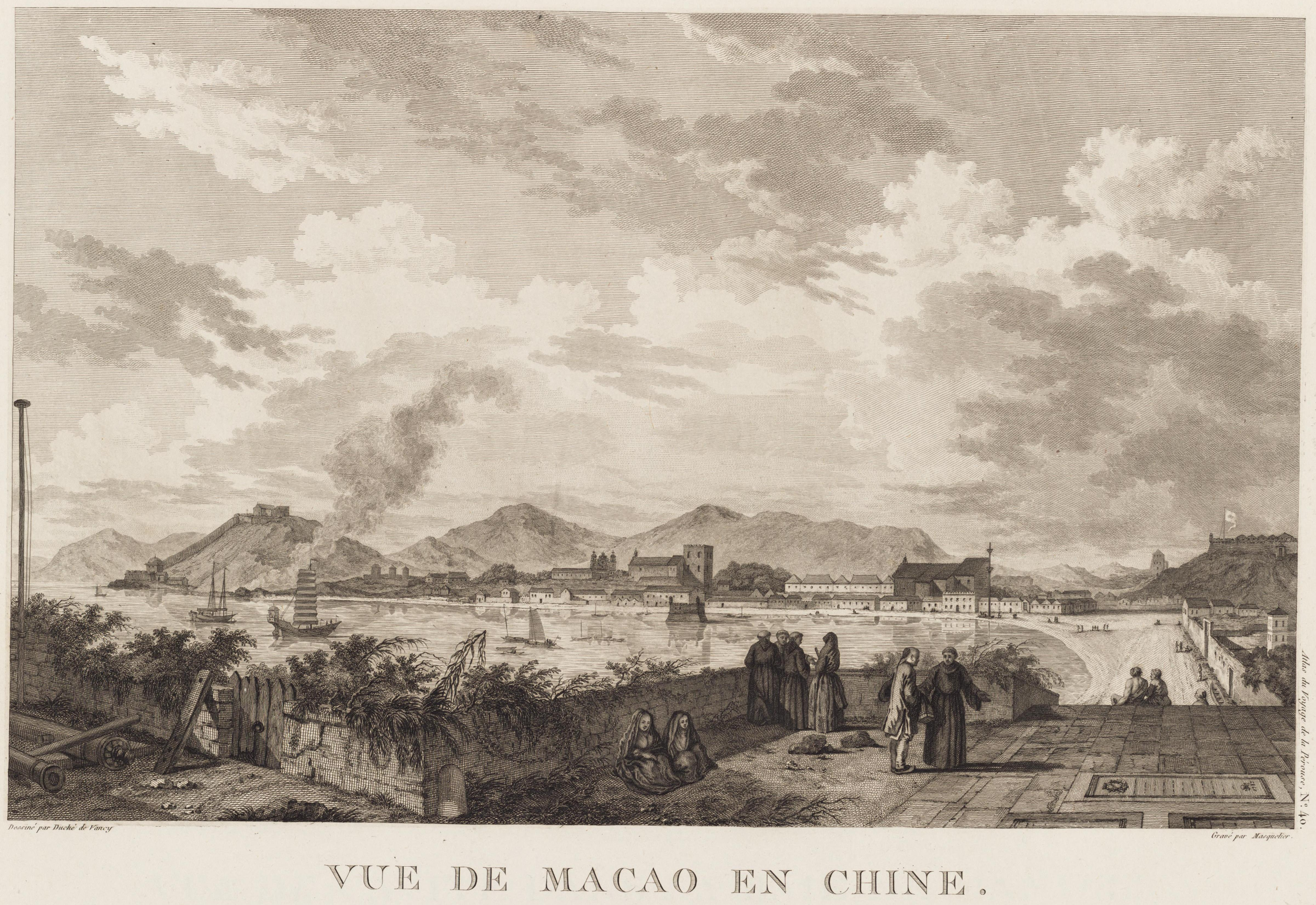
Le port de Macao en 1787, au moment où Jean-Nicolas Dufresne de Saint-Léon y débarque après deux ans de participation à l'expédition de La Pérouse.

Jean-Nicolas Dufresne est un scientifique qui participe à la célèbre expédition de La Pérouse, expédition « de découverte » commandée à partir de 1785 par Jean-François de La Pérouse dans le but d'effectuer une exploration de l'océan Pacifique, voire d'effectuer une circumnavigation du globe.
Jean-Nicolas Dufresne navigue à bord des deux navires de l'expédition, La Boussole et L'Astrolabe. Il débarque à Macao le 1er février 1787, pour rapporter en France le journal des mémoires de la première partie de l'expédition de La Pérouse, évitant ainsi d'être encore à bord lorsque les navires s'échouent à Vanikoro, mettant un terme brutal à l'expédition en 1788.
À son retour en France, en 1787, il est nommé secrétaire national des Mines de France. Il publie ses relations de voyage.
À sa mort en 1812, Jean-Nicolas Dufresne est employé à la Trésorerie impériale. De son mariage avec Louise Henriette Baudet, il a un fils, Abel-Jean-Henri Dufresne, né à Étampes le 8 novembre 1788 et mort en 1862, qui devient directeur du trésor public, juge suppléant au tribunal de la Seine, procureur général à Bastia et à Metz, et premier président à la Cour d’Appel de Besançon, puis rédacteur de journaux littéraires et auteur de plusieurs contes.
Jean-Nicolas Dufresne est le frère aîné de Louis César Alexandre Dufresne (1751-1836), comte de Saint-Léon, conseiller d'État, directeur général de la liquidation de la dette publique  qui, en 1792, acquit le domaine de Jeurre à Morigny-Champigny (Essonne).

## Sources, Bibliographie
- Ernest Daniel,Hippolyte Daniel, Biographie des hommes remarquables du département de Seine-et-Oise, Versailles, 1832
- Plongée magazine, no 16, « Vanikoro », sous-titré « Dernières nouvelles de La Pérouse », par Pierre Larue, p. 52
- Le Mystère Lapérouse, ou le Rêve inachevé d'un roi, par l'association Salomon, éditions de Conti, mars 2008
- Pierre Bérard, Le voyage de La Pérouse : Itinéraire et aspects singuliers, Albi, Un Autre Reg’Art, 2010, 175 p. (ISBN 978-2-916534-60-2, lire en ligne)
- Michel Vergé-Franceschi (dir.), Dictionnaire d'Histoire maritime, Paris, éditions Robert Laffont, coll. « Bouquins », 2002, 1508 p. (ISBN 2-221-08751-8 et 2-221-09744-0)
- Étienne Taillemite, Marins français à la découverte du monde : De Jacques Cartier à Dumont d'Urville, Paris, éditions Fayard, 1999, 725 p.
- C. Gaziello, L'expédition de Lapérouse, 1785-1788 : réplique française aux voyages de Cook, Paris, 1984